# Francis Arthur Freeth
Francis Arthur Freeth, né le 2 janvier 1884 et mort le 15 juillet 1970, est un chimiste britannique, membre de la Royal Society. 

## Biographie
Francis Arthur Freeth effectue la majeure partie de sa carrière dans l'industrie au sein de Brunner Mond puis de son successeur Imperial Chemical Industries, où il développe de nombreux procédés industriels dans le domaine de la chimie des explosifs. Il contribue de manière décisive à l'effort de guerre britannique lors de la Première Guerre mondiale en mettant au point de nouveaux procédés de fabrication du nitrate d'ammonium, ce qui lui vaut d'être nommé officier de l'Ordre de l'Empire britannique en 1924. Freeth fut à l'origine des liens entre Brunner Mond et le monde néerlandais de la chimie, particulièrement lors de son passage à l'université de Leyde où il rencontra Heike Kamerlingh Onnes et passa un doctorat.